# Hódmezővásárhely főispánjainak listája
Hódmezővásárhely főispánjai 1873−1950
| Név (egyidejűleg betöltött főispáni pozíciók) | Hódmezővásárhelyi főispáni időszaka                                                                                       | Kép                                                     |
| --- | --- | ------------------------------------------------------- |
| Dáni Ferenc - 1871. július 17-től Szeged, Arad és Kecskemét főispánja. - 1873. május 20-tól Szeged, Kecskemét főispánja. - 1875. január 5. − 1880. február 10. Szeged főispánja | 1873. május 20. − 1880. február 10.                                                                                       |                                                         |
| Főispán nélküli időszak | |                                                         |
| Rónay Lajos - 1871. április 5. − 1889. április 28. Csongrád vármegye főispánja. | 1881. január 28. − 1886. december 16.                                                                                     |                                                         |
| Kállay Albert - 1884. január 21. − 1905. február 18. Szeged thj. város főispánja - 1887. március 23. − 1893-ig Szabadka thj. város főispánja (ideiglenes) | 1886. december 16. − 1898. június 12.                                                                                     |                                                         |
| Thoroczkay Viktor báró | 1898. június 12. − 1901. július 30.                                                                                       |                                                         |
| Lukács György dr. - 1897. március 23. − 1905 június 18. Békés vármegye főispánja. | 1901. július 30-tól ideiglenesen. 1901. szeptember 5. − 1905. június 18.                                                  |                                                         |
| Interregnum 1905. június 28. − december 24. (−1906. október 8.) | |                                                         |
| Nagy Mihály „darabont” főispán - 1905. december 25. Szeged thj. város főispánja (erőszakkal beiktatva 1906. január 15.) − 1906. április 19. | 1905. december 25. (ideiglenesen), erőszakos beiktatása 1906. február 19. − 1906. április 19.                             |                                                         |
| Fábry Sándor dr. - 1906. április 21. − 1907. július 12. Békés vármegyei főispán | 1906. október 9. − 1907. július 12.                                                                                       |                                                         |
| Főispán nélküli időszak | |                                                         |
| Spilka Antal | 1908. március 2. − 1910. február 17.                                                                                      | Sírjának képe a hódmezővásárhelyi r.k. temetőben, 2002. |
| Cicatricis Lajos dr. - 1910. március 6. − 1917. június 14. Csongrád vármegye főispánja - 1914. március 25. − 1917. június 14. Szeged thj. város főispánja | 1910. március 6. − 1917. június 14.                                                                                       |                                                         |
| Justh János - 1917. július 7. − 1918. december 16. Csanád vármegye főispánja | 1917. július 7. − 1918. május elején lemondott, de posztját november 23-ig megtartotta                                    |                                                         |
| Kun Béla kormánybiztos főispán | 1918. november 23. − 1919. március 13.                                                                                    |                                                         |
| Jócsák Kálmán - 1918. december 10-től Csongrád vármegye kormánybiztosa | 1919. március 13. − 1919. március 22. (április 29. román megszállás)                                                      |                                                         |
| Medveczky Imre dr. megbízott főispán | 1919. május 7. − 1919. július 16.                                                                                         |                                                         |
| Csongrád vármegye és Hódmezővásárhely területén román katonai és közigazgatási hatalom (Otto Brandsch) | |                                                         |
| Szathmáry Tihamér - 1919. október 6. Csongrád vármegye főispánja (a megye tiszántúli részén) | 1919. október 6. (székhelye Csongrád), 1920. március 2. (románok kivonulása után székhelye Szentes) − 1920. augusztus 24. | Portréfotója                                            |
| Temesváry Géza dr. - 1920. augusztus 24. − 1920. szeptember 22. Csongrád vármegye főispánja | 1920. augusztus 24. − 1924. január 8.                                                                                     |                                                         |
| Aigner Károly dr. - 1920. szeptember 9. − 1932. augusztus 30. Szeged (kormánybiztos) főispánja - 1922. június 5. − 1922. szeptember 9. Csongrád vármegye ideiglenes főispánja | 1924. január 8. − 1927. február 24.                                                                                       |                                                         |
| Mokcsay Zoltán dr. | 1927. február 24. − 1932. november 5.                                                                                     |                                                         |
| Farkas Béla dr. - 1926. november 15. − 1935. május 22. Csongrád vármegye főispánja | 1932. november 5. − 1935. május 22.                                                                                       |                                                         |
| Kozma György dr. - 1933. április 8. − 1935. szeptember 8. és 1936-ban rövid ideig Zemplén vármegye főispánja - 1935. május 22. − 1938. március 18. Csongrád vármegye főispánja | 1935. május 22. − 1938. március 18.                                                                                       |                                                         |
| Kászonyi Richárd dr. - 1937. február 13. − 1939. március 13. Csanád−Arad−Torontál k. e. e. vármegye főispánja - 1939. március 13. − 1941. augusztus 13. Bács-Bodrog vármegye főispánja - 1939. március 13. − 1942. február 11. Baja thj. város főispánja - 1942. február 11. − 1943. július 24. Háromszék vármegye főispánja - 1943. július 24. − 1944. október 27. Győr-Moson-Pozsony k. e. e. vármegye, valamint Győr thj. város főispánja | 1938. március 18. − 1939. március 13.                                                                                     |                                                         |
| Simkó Elemér | 1939. március 13. − 1944. április 26.                                                                                     |                                                         |
| Endrey Béla dr. - 1944. június 9−től Baja főispánja is 1944 októberéig. | Helyettesként 1943. december 27. − 1944. február 1-ig főispáni teendők ellátója. 1944. április 27. − 1944. szeptember 5.  |                                                         |
| Magyary-Kossa Aladár - 1944. május 6. − 1944. szeptember 5. Szeged főispánja | 1944. szeptember 5. − 1944. október 8.                                                                                    |                                                         |
| Karácsonyi Ferenc - 1945. január 1. – 1950 március 16. Csongrád vármegye főispánja - 1945. január 1. − 1945. szeptember 26. Szeged sz. kir. város főispánja - 1948. március 8. − 1948. május 14. Csanád vármegye ideiglenes főispánja | 1945. január 1. − 1950. március 16.                                                                                       |                                                         |